# Древниця (Новодворський повіт)
Древниця (пол. Drewnica) — село в Польщі, у гміні Стеґна Новодворського повіту Поморського воєводства.
Населення — 931 особа (2011).
У 1975-1998 роках село належало до Ельблонзького воєводства.

## Демографія
Демографічна структура станом на 31 березня 2011 року:
|          | Загалом | Допрацездатний вік | Працездатний вік | Постпрацездатний вік |
| -------- | ------- | ------------------ | ---------------- | -------------------- |
| Чоловіки | 463     | 117                | 314              | 32                   |
| Жінки    | 468     | 105                | 281              | 82                   |
| Разом    | 931     | 222                | 595              | 114                  |